# The Ultimate Fighter: United States vs. United Kingdom Finale
The Ultimate Fighter: United States vs. United Kingdom Finale (también conocido como The Ultimate Fighter 9 Finale) fue un evento de artes marciales mixtas celebrado por Ultimate Fighting Championship el 20 de junio de 2009 en el Pearl Concert Theater, en Las Vegas, Nevada.

## Historia
Destacados fueron las finales de The Ultimate Fighter: United States vs. United Kingdom en tanto las divisiones de peso ligero y peso wélter, así como un evento principal entre Diego Sánchez y Clay Guida.
Una pelea de peso ligero entre el previamente anunciado Thiago Tavares y Melvin Guillard fue cancelada debido a una lesión en el codo sufrida por Tavares. Gleison Tibau intervendría como reemplazo de Tavares.

## Resultados
1. ↑  Final de Peso Welter TUF 9.
2. ↑  Final de Peso Ligero TUF 9.

## Premios extra
Cada peleador recibió un bono de $25,000.
- Pelea de la Noche: Diego Sánchez vs. Clay Guida, Chris Lytle vs. Kevin Burns y Nate Diaz vs. Joe Stevenson
- KO de la Noche: Tomasz Drwal
- Sumisión de la Noche: Jason Dent